# 小悪魔USAGIの恋文とマシンガン e.p.
「小悪魔USAGIの恋文とマシンガン e.p.」（こあくまウサギのこいぶみとマシンガン イーピー）は、2008年10月にリリースされたアンティック-珈琲店-の通算15枚目のシングルである。発売元はRed Cafe。

## 解説
- アルバム『BBパラレルワールド』には#1が、ベストアルバム『アンティック-珈琲店-』には#1と#2が収録された。

## 収録曲
1. MY HEART LEAPS FOR "C" (3分32秒)
  - 作詞:みく／作曲:アンティック-珈琲店-
2. 可愛湯's ЯocК (3分8秒)
  - 作詞:みく／作曲:アンティック-珈琲店-
3. ZETSUBOU (3分32秒)
  - 作詞:みく／作曲:アンティック-珈琲店-
4. NYAPPY in the world 4 ～般ニャ化教のテーマ～ (4分1秒)
  - 作詞:みく／作曲:アンティック-珈琲店-